# Dallas Open 2025 - Qualificazioni singolare
Le qualificazioni del singolare del Dallas Open 2025 sono un torneo di tennis preliminare per accedere alla fase finale della manifestazione. I vincitori dell'ultimo turno sono entrati di diritto nel tabellone principale. In caso di ritiro di uno o più giocatori aventi diritto, a questi sono subentrati i lucky loser, ossia i giocatori che hanno perso nell'ultimo turno ma che avevano una classifica più alta rispetto agli altri partecipanti che avevano comunque perso nel turno finale.

## Teste di serie
1. James Duckworth (ultimo turno, lucky loser)
2. Christopher Eubanks (qualificato)
3. Tristan Boyer (primo turno)
4. Federico Agustín Gómez (primo turno)

1. Mitchell Krueger (primo turno)
2. Radu Albot (primo turno)
3. Ethan Quinn (qualificato)
4. Zachary Svajda (primo turno)

## Qualificati
1. Ethan Quinn
2. Christopher Eubanks

1. Michael Mmoh
2. Brandon Holt

### Lucky loser
1. James Duckworth

## Tabellone

### Sezione 1
|  | Primo turno | Primo turno     | Primo turno     | Primo turno | Primo turno |  |  | Ultimo turno | Ultimo turno    | Ultimo turno    | Ultimo turno | Ultimo turno |  |
|  |             |                 |                 |             |             |  |  |              |                 |                 |              |              |  |
|  | 1           | James Duckworth | James Duckworth | 6           | 6           |  |  |              |                 |                 |              |              |  |
|  | WC          | Eric Hadigian   | Eric Hadigian   | 1           | 1           |  |  | 1            | James Duckworth | James Duckworth | 64           | 5            |  |
|  |             | James Trotter   | James Trotter   | 64          | 1           |  |  | 7            | Ethan Quinn     | Ethan Quinn     | 7            | 7            |  |
|  | 7           | Ethan Quinn     | Ethan Quinn     | 7           | 6           |  |  |              |                 |                 |              |              |  |

### Sezione 2
|  | Primo turno | Primo turno           | Primo turno         | Primo turno | Primo turno |  |  | Ultimo turno | Ultimo turno          | Ultimo turno          | Ultimo turno | Ultimo turno |  |
|  |             |                       |                     |             |             |  |  |              |                       |                       |              |              |  |
|  | 2           | Christopher Eubanks   | Christopher Eubanks | 6           | 7           |  |  |              |                       |                       |              |              |  |
|  | Alt         | Aidan Mayo            | Aidan Mayo          | 3           | 5           |  |  | 2            | Christopher Eubanks   | Christopher Eubanks   | 6            | 6            |  |
|  | Alt         | Jack Pinnington Jones | 1                   | 7           | 6           |  |  | Alt          | Jack Pinnington Jones | Jack Pinnington Jones | 3            | 1            |  |
|  | 8           | Zachary Svajda        | 6                   | 64          | 3           |  |  |              |                       |                       |              |              |  |

### Sezione 3
|  | Primo turno | Primo turno     | Primo turno   | Primo turno | Primo turno |  |  | Ultimo turno | Ultimo turno    | Ultimo turno    | Ultimo turno | Ultimo turno |  |
|  |             |                 |               |             |             |  |  |              |                 |                 |              |              |  |
|  | 3           | Tristan Boyer   | Tristan Boyer | 4           | 65          |  |  |              |                 |                 |              |              |  |
|  | PR          | Michael Mmoh    | Michael Mmoh  | 6           | 7           |  |  | PR           | Michael Mmoh    | Michael Mmoh    | 7            | 6            |  |
|  | WC          | Georgi Georgiev | 6             | 3           | 6           |  |  | WC           | Georgi Georgiev | Georgi Georgiev | 63           | 3            |  |
|  | 6           | Radu Albot      | 4             | 6           | 3           |  |  |              |                 |                 |              |              |  |

### Sezione 4
|  | Primo turno | Primo turno            | Primo turno            | Primo turno | Primo turno |  |  | Ultimo turno | Ultimo turno   | Ultimo turno   | Ultimo turno | Ultimo turno |  |
|  |             |                        |                        |             |             |  |  |              |                |                |              |              |  |
|  | 4           | Federico Agustín Gómez | Federico Agustín Gómez | 4           | 2           |  |  |              |                |                |              |              |  |
|  | WC          | Ryan Seggerman         | Ryan Seggerman         | 6           | 6           |  |  | WC           | Ryan Seggerman | Ryan Seggerman | 2            | 3            |  |
|  |             | Brandon Holt           | 1                      | 7           | 6           |  |  |              | Brandon Holt   | Brandon Holt   | 6            | 6            |  |
|  | 5           | Mitchell Krueger       | 6                      | 61          | 3           |  |  |              |                |                |              |              |  |